# Emil Boc
Emil Boc, né le 6 septembre 1966 à Răchițele, est un homme d'État roumain, membre du Parti national libéral (PNL), qui fut Premier ministre du 22 décembre 2008 au 6 février 2012. Auparavant, il a été maire de la ville de Cluj-Napoca, et président du Parti démocrate (PD) et du Parti démocrate-libéral (PDL).

## Vie professionnelle

### Formation
Étudiant de l'université Babeș-Bolyai de Cluj-Napoca, il est diplômé de la faculté d'histoire et de philosophie, en 1991, puis de la faculté de droit, en 1995, avant d'obtenir un doctorat de science politique et de philosophie politique en 2000. Il a également fréquenté plusieurs universités étrangères, comme l'université libre de Bruxelles, l'université de Nottingham ou des établissements américains, grâce à plusieurs bourses.

### Carrière
Il commence à travailler en 1991, comme enseignant à Cluj-Napoca, puis est recruté comme préparateur à la chaire d'histoire contemporaine et de science politique de l'université Babeș-Bolyai deux ans plus tard. En 1994, il devient assistant à la faculté des sciences politiques et administratives, avant de s'inscrire en tant qu'avocat au barreau de Cluj-Napoca, en 1996. Dès l'année suivante, il accède au grade de lecteur universitaire.
Après avoir obtenu son doctorat, il décroche un poste de maître de conférences, enseignant à la fois le droit constitutionnel, le système politique roumain et les libertés publiques au sein de l'université Babeș-Bolyai.

## Parcours politique

### Du Parlement à la mairie de Cluj-Napoca
Ancien président de l'Union des associations étudiantes communistes de Roumanie (UASCR) de 1987 à 1989, il se tient éloigné de la scène politique jusqu'aux élections législatives de 2000, lorsqu'il est élu à la Chambre des députés. Il devient vice-président de la commission juridique dès l'année suivante, puis prend la présidence du groupe parlementaire du Parti démocrate (PD) en 2003, dont il devient dans le même temps président exécutif.
Il quitte son siège en 2004, après avoir été élu maire de Cluj-Napoca. Au mois de décembre suivant, il prend par intérim la présidence du Parti démocrate, à la suite de l'élection de Traian Băsescu à la présidence de la République. Il y est formellement élu lors du congrès extraordinaire du 25 avril 2005.

### Changement de nom du PD en PDL et la direction du gouvernement
Le 15 décembre 2007, il est porté à la présidence du Parti démocrate-libéral (PDL), formation de centre droit issue du renommage fusion du PD après absorption Parti libéral-démocrate (PLD).

#### Grande coalition d'un an
Exactement un an plus tard, à la suite des élections parlementaires du 30 novembre 2008, Emil Boc est nommé Premier ministre, après le désistement de Theodor Stolojan, vice-président du PDL et candidat initialement retenu par le président Traian Băsescu. Il forme alors une grande coalition avec le Parti social-démocrate (PSD), et obtient l'investiture du Parlement roumain sept jours plus tard, le 22 décembre. À l'approche de l'élection présidentielle, la coalition avec le PSD est rompue et son gouvernement, désormais minoritaire, est renversé le 13 octobre 2009 par une motion de censure.

#### Reconduction
L'opposition tente, sans succès, de le faire remplacer par son propre candidat Klaus Iohannis, mais le président choisit l'économiste indépendant Lucian Croitoru comme nouveau chef du gouvernement, puis Liviu Gheorghe Negoiță, à la suite de l'échec de Croitoru. Toutefois, après sa très courte réélection le 6 décembre, le chef de l'État décide de confirmer Emil Boc au poste de Premier ministre. Celui-ci tente d'abord une alliance avec le Parti national-libéral (PNL), puis parvient à constituer une coalition avec l'Union démocrate magyare de Roumanie (UDMR), minoritaire mais soutenue par plusieurs élus indépendants. Il obtient à nouveau la confiance du Parlement roumain le 23 décembre 2009. Depuis, les indépendants ont fondé l'Union nationale pour le progrès de la Roumanie (UNPR), une formation classée au centre gauche.
À la suite d'une série de manifestations en janvier 2012, il remet la démission de son gouvernement le 6 février, son ministre de la Justice Cătălin Predoiu étant chargé d'assurer l'intérim.

## Vie privée
Il est marié avec Oana Boc, avec qui il a eu deux filles : Cezara et Patricia.